# Can Sala de Dalt (Cervelló)
Can Sala de Dalt és una masia del municipi de Cervelló (Baix Llobregat) inclosa en l'Inventari del Patrimoni Arquitectònic de Catalunya. Al seu costat hi ha la Font de Can Sala de Dalt, també inventariada de manera independent.

## Masia
Masia rural situada sobre la cota 360, sota el Puig Vicenç, que termena amb Vallirana i Torrelles de Llobregat. El tancat del portal encerca un grup de construccions d'èpoques diferents. La part més antiga és la petita masia d'obra de tàpia, gairebé quadrada i d'una planta, situada mirant al sud. Més a prop del portal hi ha una addició de factura modernista, probablement de l'arquitecte Font i Gumà, amb obra de rajol enquadrant majòliques, amb gran obertura i un rematat de cresteria de majòliques. Els baixos són magatzem, i el pis, que té accessos amb escales i balustrada, conté l'habitatge dels propietaris de la finca. Al costat sud hi ha una majòlica amb la imatge de Sant Pancraci.
Originàriament, la finca pertanyia a Can Sala de Baix. Fou cedida el 1890 en casar-se un dels fadrins amb la pubilla de Can Riera. Per deutes dels Sala fou adquirida per Rossend Valls en començar el segle xx, i va fer reformes a l'edifici. Conrad Valls, net de l'anterior propietari, vengué la finca a un client seu, però va tornar-la a adquirir el 1954. El 1964 es feren les obres d'ampliació a la part sud-oest. Actualment és patrimoni de la fundació FEM que volen fer una escola de natura.

## Font
A prop hi ha una font amb el mateix nom. És una font de muntanya agençada amb elements d'obra i un rafal que fa de mirador, ja que es troba per sobre del nivell topogràfic de la masia de Can Sala de Dalt, a uns 100 metres de distància.
A part d'altres captacions d'aigua que disposa la Masia de Can Sala de Dalt, aquesta font conserva elements d'obra de la captació primitiva i el propi entorn originari del redós. Les construccions amb elements de suports de ciment armat demostra una construcció moderna probablement dels anys 50 del segle xx.